# Rio de Janeiro Tennis Cup
La Rio de Janeiro Tennis Cup, nota come Vivo Tennis Cup per motivi di sponsorizzazione, è stata un torneo professionistico maschile di tennis giocato su campi in terra rossa. Faceva parte dell'ATP Challenger Tour nell'ambito dell'ATP Challenger Tour 2016. Si è giocata una sola edizione al Marapendi Club di Rio de Janeiro in Brasile, svoltasi dal 18 al 24 gennaio 2016, con un montepremi da 50 000 $.

## Albo d'oro

### Singolare
| Anno | Campione       | Finalista        | Punteggio     |
| ---- | -------------- | ---------------- | ------------- |
| 2016 | Facundo Bagnis | Guilherme Clezar | 6-4, 4-6, 6-2 |

### Doppio
| Anno | Campioni                | Finalisti                                   | Punteggio   |
| ---- | ----------------------- | ------------------------------------------- | ----------- |
| 2016 | Gastão Elias André Ghem | Jonathan Eysseric Miguel Ángel Reyes Varela | 6-4, 7-6(2) |